# Archaeidae
Die Archaeidae sind eine Spinnenfamilie der Echten Webspinnen und umfassen vier Gattungen und 71 Arten. (Stand: Dezember 2016)

## Verbreitung
Die meisten Arten dieser Spinnenfamilie sind auf Madagaskar heimisch. Leon Lotz fand und beschrieb 2003 Eriauchenius cornutus in Südafrika, während alle anderen Eriauchenius-Arten bislang nur auf Madagaskar gefunden wurden. Afrarchaea-Arten leben in Südafrika und Madagaskar und die Austrarchaea-Arten kommen in Australien vor.

## Beschreibung
Die einzelnen Arten sind wegen ihrer außergewöhnlichen Form und ihrer spezialisierten Anatomie für Laien nicht leicht als Spinnen erkennbar. Sie haben einen zu einem „Hals“ verlängerten Vorderkörper und stark verlängerte Kieferklauen entwickelt, sodass die nur zwei bis fünf Millimeter kleinen Spinnen entfernt an eine Gottesanbeterin beim Beutefang erinnern. Auch ihr englischer Name pelican spiders bezieht sich auf diese äußere Form. Eine andere englische Bezeichnung ist assassin spiders („Mörderspinnen“ oder „Meuchelspinnen“), denn ihre verlängerten Kieferklauen ermöglichen es ihnen auch andere Spinnen zu erbeuten. Beim Beutefang greifen sie nicht auf Fangnetze zurück.

## Fossilien
Die ersten bekannt gewordenen Vertreter sind in Bernstein konservierte Funde aus dem Eozän (ca. 50 Mio. Jahre alt) in Europa (Ostsee und Bitterfeld) von 1854. Ergänzt wurden diese Fossilien durch David Penneys Bernsteinfunde in Myanmar 2002, die Afrarchaea grimaldii einschlossen, deren geschätztes Alter 88 bis 95 Mio. Jahre beträgt (Kreidezeit). Diese Funde werden als ein weiterer Beweis dafür angesehen, dass Spinnen nicht wesentlich vom Massenaussterben am Ende der Kreidezeit betroffen waren. Die ersten lebenden Individuen wurden erst 1881 gefunden.

## Systematik
1995 wurde die in Australien und Neuseeland beheimatete Gattung Periegops von Raymond Forster von den Archaeidae abgetrennt und einer eigenen Familie Periegopidae zugeordnet.
Der World Spider Catalog listet für die Archaeidae fünf Gattungen und mehr als 80 Arten. (Stand: Mai 2020)
- Afrarchaea Forster & Platnick, 1984
  - Afrarchaea ansieae Lotz, 2015
  - Afrarchaea bergae Lotz, 1996
  - Afrarchaea cornuta (Lotz, 2003)
  - Afrarchaea entabeniensis Lotz, 2003
  - Afrarchaea fernkloofensis Lotz, 1996
  - Afrarchaea fisheri Lotz, 2003
  - Afrarchaea godfreyi (Hewitt, 1919)
  - Afrarchaea haddadi Lotz, 2006
  - Afrarchaea harveyi Lotz, 2003
  - Afrarchaea kranskopensis Lotz, 1996
  - Afrarchaea lawrencei Lotz, 1996
  - Afrarchaea neethlingi Lotz, 2017
  - Afrarchaea mahariraensis Lotz, 2003
  - Afrarchaea ngomensis Lotz, 1996
  - Afrarchaea royalensis Lotz, 2006
  - Afrarchaea woodae Lotz, 2006
- Austrarchaea Forster & Platnick, 1984
  - Austrarchaea alani Rix & Harvey, 2011
  - Austrarchaea aleenae Rix & Harvey, 2011
  - Austrarchaea binfordae Rix & Harvey, 2011
  - Austrarchaea christopheri Rix & Harvey, 2011
  - Austrarchaea clyneae Rix & Harvey, 2011
  - Austrarchaea cunninghami Rix & Harvey, 2011
  - Austrarchaea daviesae Forster & Platnick, 1984
  - Austrarchaea dianneae Rix & Harvey, 2011
  - Austrarchaea griswoldi Rix & Harvey, 2012
  - Austrarchaea harmsi Rix & Harvey, 2011
  - Austrarchaea helenae Rix & Harvey, 2011
  - Austrarchaea hoskini Rix & Harvey, 2012
  - Austrarchaea judyae Rix & Harvey, 2011
  - Austrarchaea karenae Rix & Harvey, 2012
  - Austrarchaea mascordi Rix & Harvey, 2011
  - Austrarchaea mcguiganae Rix & Harvey, 2011
  - Austrarchaea milledgei Rix & Harvey, 2011
  - Austrarchaea monteithi Rix & Harvey, 2011
  - Austrarchaea nodosa (Forster, 1956)
  - Austrarchaea platnickorum Rix & Harvey, 2011
  - Austrarchaea raveni Rix & Harvey, 2011
  - Austrarchaea smithae Rix & Harvey, 2011
  - Austrarchaea tealei Rix & Harvey, 2012
  - Austrarchaea thompsoni Rix & Harvey, 2012
  - Austrarchaea wallacei Rix & Harvey, 2012
  - Austrarchaea westi Rix & Harvey, 2012
  - Austrarchaea woodae Rix & Harvey, 2012
- Eriauchenius O. Pickard-Cambridge, 1881
  - Eriauchenius andriamanelo Wood & Scharff, 2018
  - Eriauchenius andrianampoinimerina Wood & Scharff, 2018
  - Eriauchenius bourgini (Millot, 1948)
  - Eriauchenius fisheri (Lotz, 2003)
  - Eriauchenius goodmani Wood & Scharff, 2018
  - Eriauchenius harveyi Wood & Scharff, 2018
  - Eriauchenius lukemacaulayi Wood & Scharff, 2018
  - Eriauchenius mahariraensis (Lotz, 2003)
  - Eriauchenius milajaneae Wood & Scharff, 2018
  - Eriauchenius milloti Wood & Scharff, 2018
  - Eriauchenius pauliani (Legendre, 1970)
  - Eriauchenius rafohy Wood & Scharff, 2018
  - Eriauchenius ranavalona Wood & Scharff, 2018
  - Eriauchenius rangita Wood & Scharff, 2018
  - Eriauchenius ratsirarsoni (Lotz, 2003)
  - Eriauchenius rixi Wood & Scharff, 2018
  - Eriauchenius sama Wood & Scharff, 2018
  - Eriauchenius workmani O. Pickard-Cambridge, 1881
  - Eriauchenius wunderlichi Wood & Scharff, 2018
  - Eriauchenius zirafy Wood & Scharff, 2018
- Madagascarchaea Wood & Scharff, 2018
  - Madagascarchaea ambre (Wood, 2008)
  - Madagascarchaea anabohazo (Wood, 2008)
  - Madagascarchaea borimontsina (Wood, 2008)
  - Madagascarchaea fohy Wood & Scharff, 2018
  - Madagascarchaea gracilicollis (Millot, 1948)
  - Madagascarchaea griswoldi (Wood, 2008)
  - Madagascarchaea halambohitra (Wood, 2008)
  - Madagascarchaea jeanneli (Millot, 1948)
  - Madagascarchaea lavatenda (Wood, 2008)
  - Madagascarchaea legendrei (Platnick, 1991)
  - Madagascarchaea lotzi Wood & Scharff, 2018
  - Madagascarchaea moramora Wood & Scharff, 2018
  - Madagascarchaea namoroka (Wood, 2008)
  - Madagascarchaea rabesahala Wood & Scharff, 2018
  - Madagascarchaea spiceri (Wood, 2008)
  - Madagascarchaea tsingyensis (Lotz, 2003)
  - Madagascarchaea vadoni (Millot, 1948)
  - Madagascarchaea voronakely (Wood, 2008)
- Zephyrarchaea Rix & Harvey, 2012
  - Zephyrarchaea austini Rix & Harvey, 2012
  - Zephyrarchaea barrettae Rix & Harvey, 2012
  - Zephyrarchaea grayi Rix & Harvey, 2012
  - Zephyrarchaea janineae Rix & Harvey, 2012
  - Zephyrarchaea mainae (Platnick, 1991)
  - Zephyrarchaea marae Rix & Harvey, 2012
  - Zephyrarchaea marki Rix & Harvey, 2012
  - Zephyrarchaea melindae Rix & Harvey, 2012
  - Zephyrarchaea porchi Rix & Harvey, 2012
  - Zephyrarchaea robinsi (Harvey, 2002)
  - Zephyrarchaea vichickmani Rix & Harvey, 2012